# North Clearwater, Minnesota
Xã North Clearwater (tiếng Anh: North Clearwater Township) là một xã thuộc quận Clearwater, tiểu bang Minnesota, Hoa Kỳ. Năm 2010, dân số của xã này là 87 người.